# جيمس ميخائيل
جيمس ميخائيل (بالإنجليزية: James Michael)‏ هو منتج أسطوانات وكاتب أغاني وموسيقي ومغني أمريكي، ولد في 26 سبتمبر 1968 في هولاند في الولايات المتحدة.

## وصلات خارجية
- الموقع الرسمي
- جيمس ميخائيل على موقع ميوزك برينز (الإنجليزية)
- جيمس ميخائيل على موقع أول ميوزيك (الإنجليزية)
- جيمس ميخائيل على موقع ديسكوغز (الإنجليزية)